# Соусе
Соусе (кит. трад. 搜諧若鞮, упр. 搜谐若鞮, пиньинь Sōuxié Ruòdī; личное имя Цзюймисюй кит. упр. 且麋胥, пиньинь Qiěmíxū) — шаньюй хунну с 20 по 12 годы до н. э.. Сын Хуханье. Верный вассал Китая.

## Правление
Сразу послал сына Хэйлюсыхоу к императору на службу, а своего брата сделал восточным чжуки. В 12 году решил поехать к императору, но в дороге умер. Цзюймоцзюй стал шаньюем Цзюйя.